# Gatunek inwazyjny

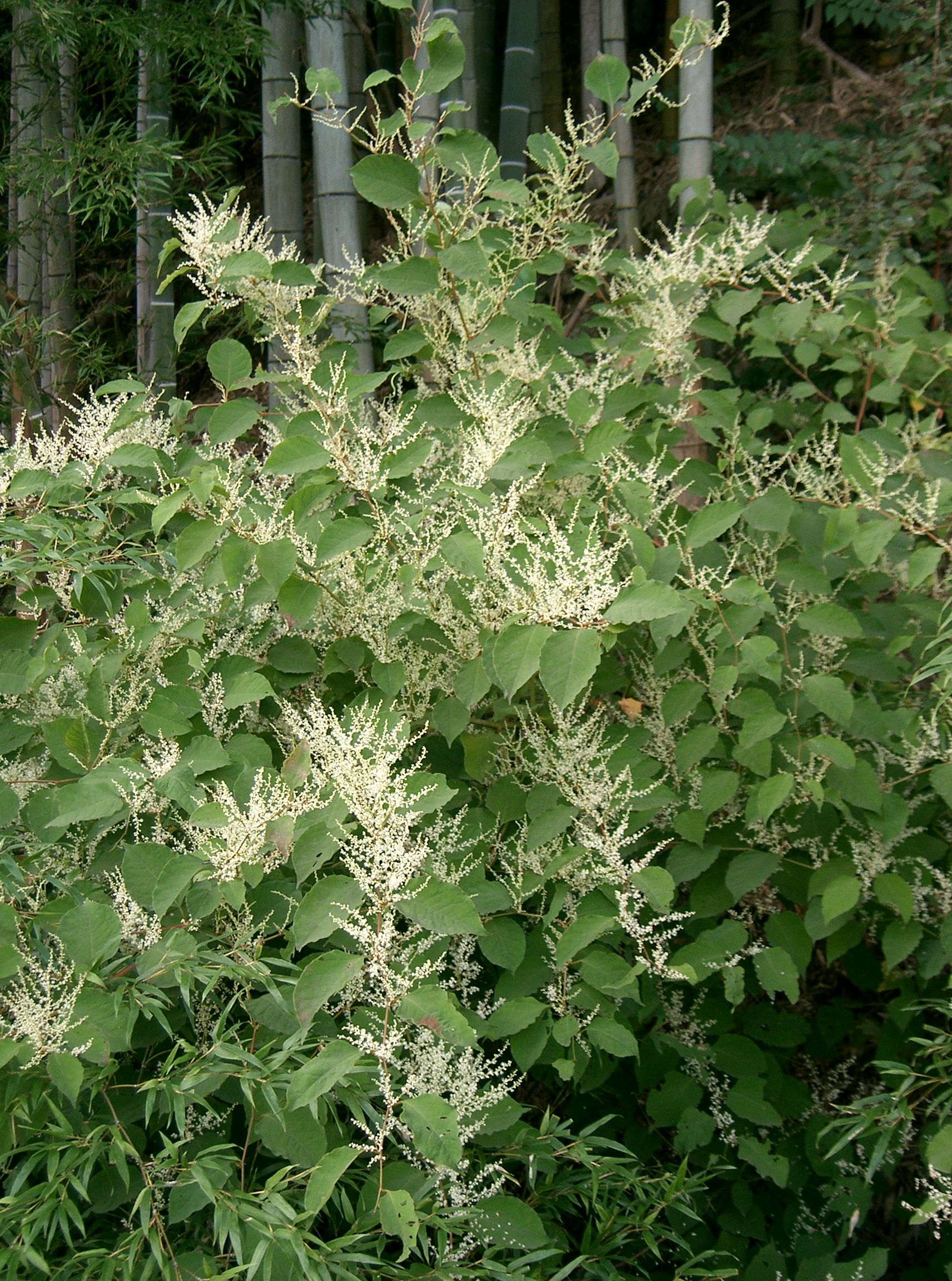
Rdestowiec ostrokończysty to jedna z najbardziej inwazyjnych roślin w Polsce

Gatunek inwazyjny (inwazyjny gatunek obcy, IGO) – gatunek allochtoniczny o znacznej ekspansywności, który rozprzestrzenia się naturalnie lub z udziałem człowieka i stanowi zagrożenie dla fauny i flory danego ekosystemu, konkurując z gatunkami autochtonicznymi (rodzimymi) o niszę ekologiczną, a także przyczyniając się do wyginięcia gatunków miejscowych.
Gatunki inwazyjne stanowią drugie – zaraz po niszczeniu siedlisk – największe zagrożenie dla światowej bioróżnorodności. Inwazyjne gatunki roślin stanowią szczególny problem na obszarach chronionych, wypierając rodzime gatunki roślin, dla ochrony których utworzono te obszary. W takim przypadku zachodzi konieczność usuwania intruzów (głównie przez niszczenie mechaniczne).

## Przykładowe gatunki

### Europa

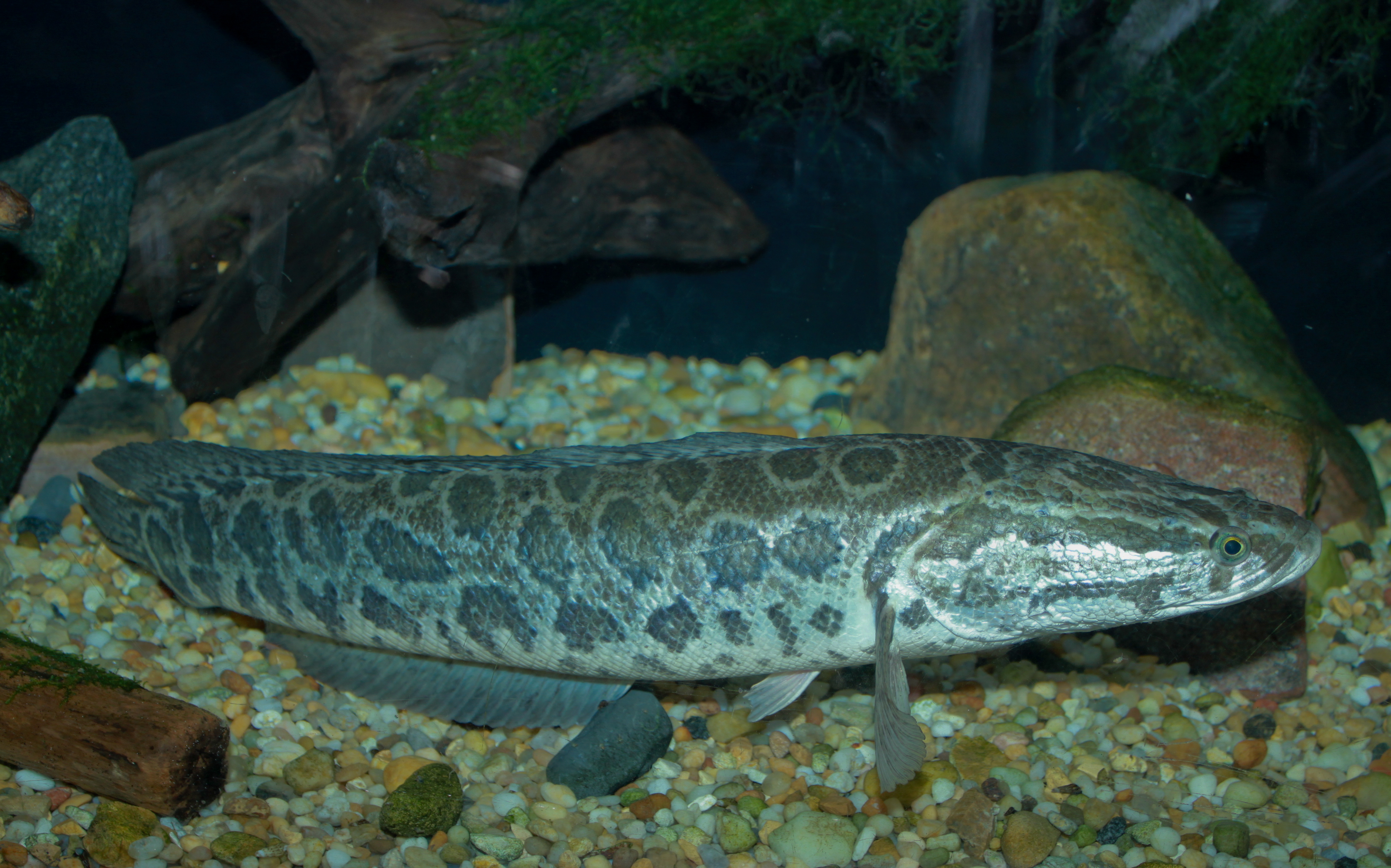
Channa argus

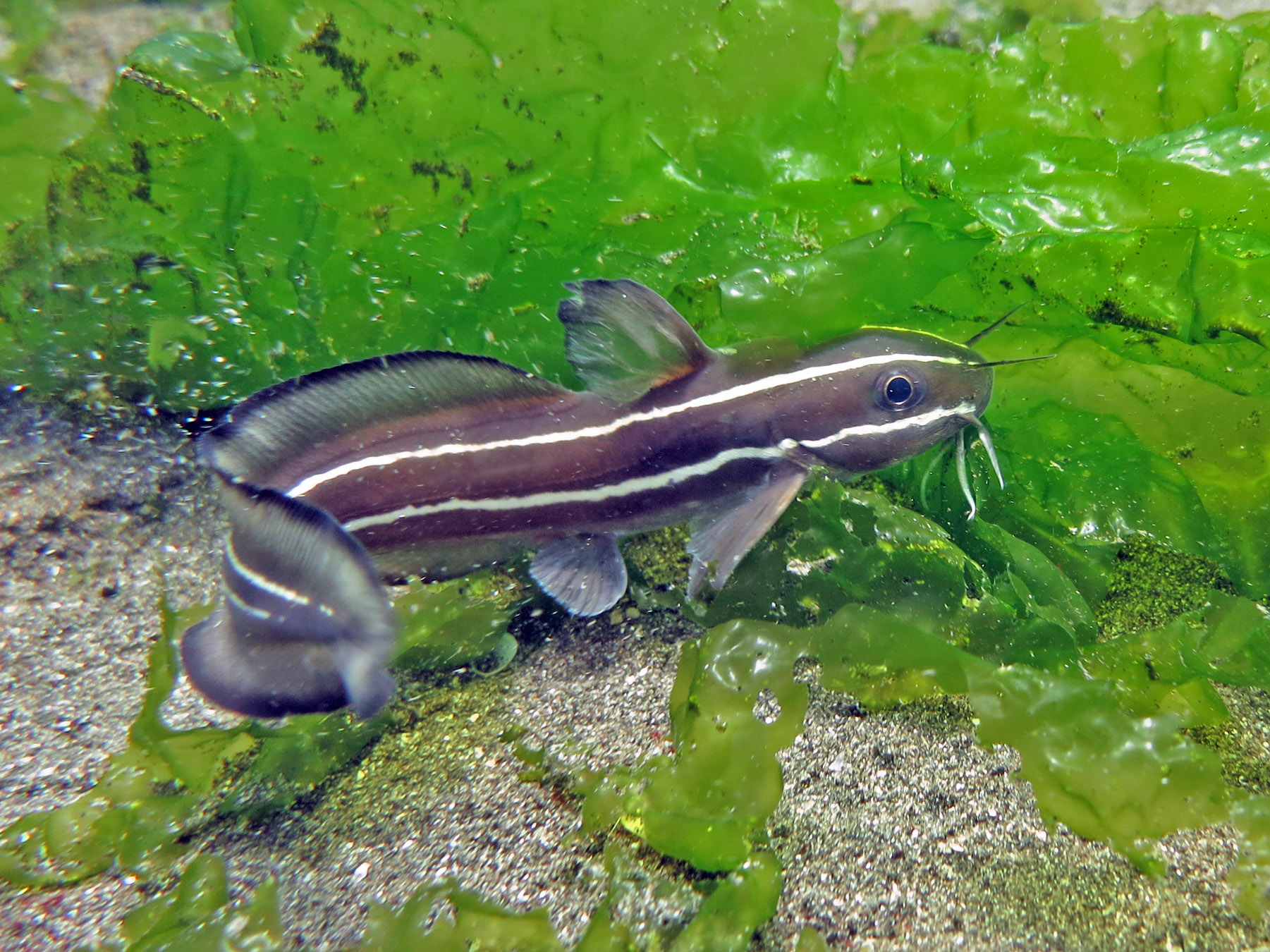
Sumik węgorzowaty

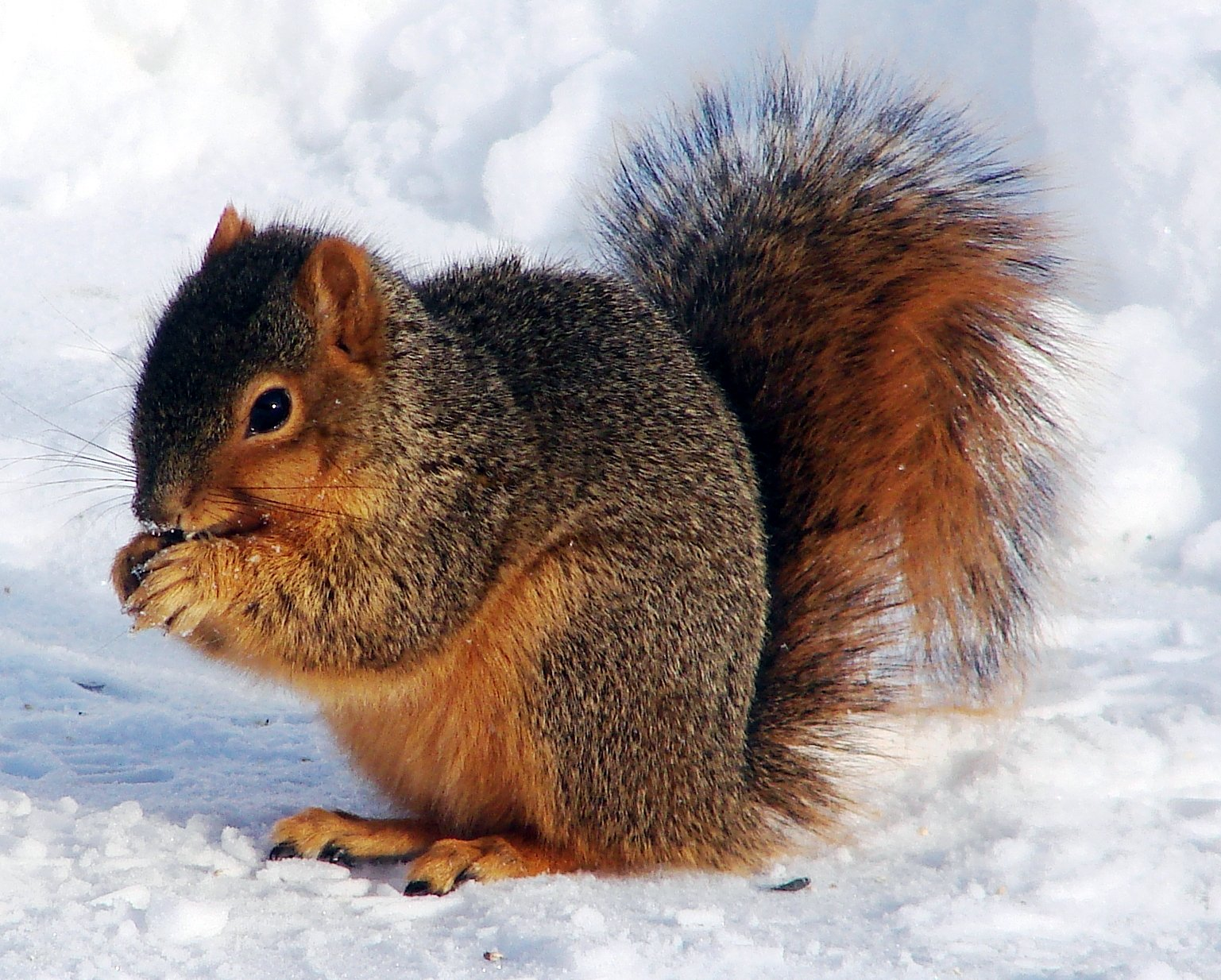
Wiewiórka czarna

W 2018 opublikowana została lista 66 inwazyjnych gatunków zwierząt i roślin uznanych za stanowiące największe zagrożenie dla bioróżnorodności i ekosystemów w Europie. Wybrano je spośród 329 uznawanych za groźne. Na czele listy znalazły się:
- Channa argus – ryba z rodziny żmijogłowowatych (Channidae),
- Limnoperna fortunei – małż z rodziny omułkowatych (Mytilidae)
- Orconectes rusticus – rak z rodziny Cambaridae
- Plotosus lineatus – sumik węgorzowaty
- Codium parvulum – zielenica z rzędu Bryopsidales
- Crepidula onyx – ślimak z rodziny Calyptraeidae
- Mytilopsis sallei – małż z rodziny racicznicowatych (Dreissenidae)
- Sciurus niger – wiewiórka czarna

## Ornitologia

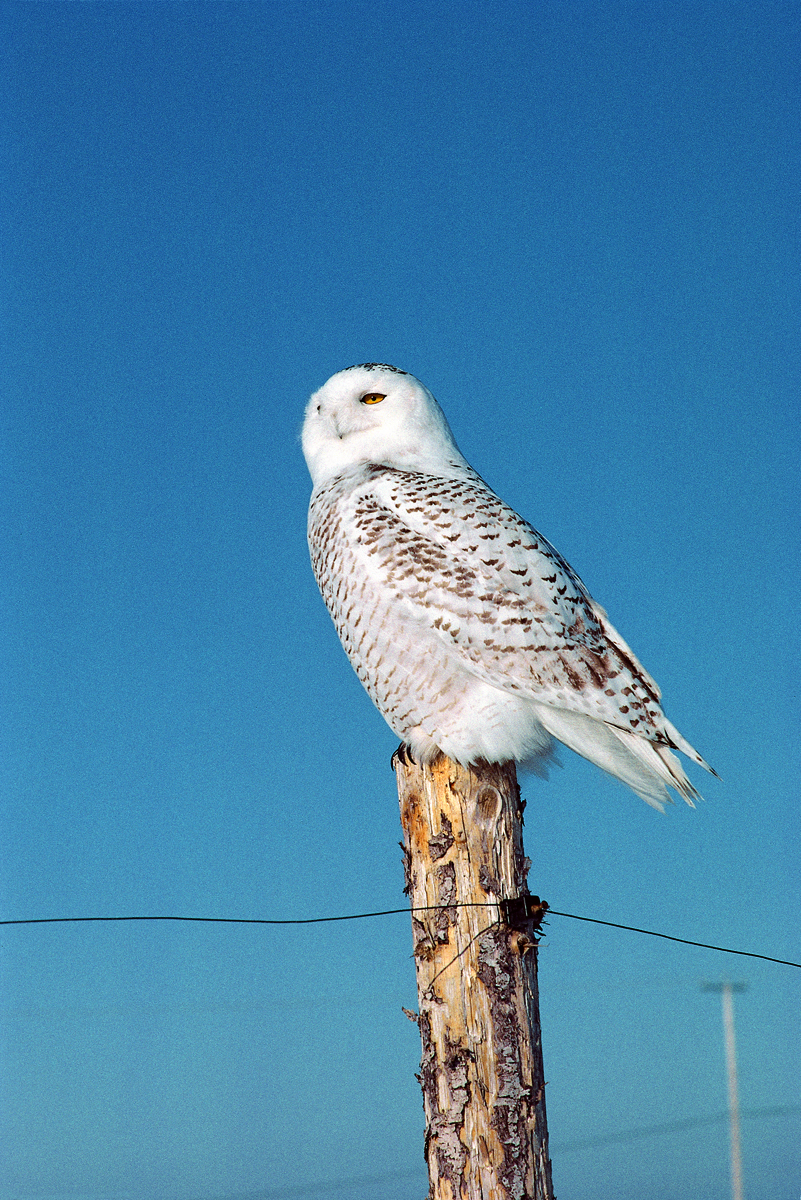
Puchacz śnieżny

W ornitologii termin gatunek inwazyjny ma również inne znaczenie. Są to gatunki, które w pewnych, nieregularnych okresach pojawiają się w dużej liczbie na danym terenie. Z reguły są to gatunki wysoko wyspecjalizowane pod względem odżywiania. Dla Polski przykładami tego typu ptaków są:
- puchacz śnieżny (Bubo scandiacus)
- syberyjski podgatunek orzechówki (Nucifraga caryocatactes macrorhynos)
- krzyżodzioby (rodzaj Loxia):
  - krzyżodziób świerkowy (L. curvirostra)
  - krzyżodziób sosnowy (L. pytyopsittacus)
  - krzyżodziób modrzewiowy (L. leucoptera)

Niektóre gatunki wykazują jedynie pewien stopień tego typu inwazyjności manifestujący się fluktuacjami liczby wędrujących osobników, trasy przelotu i zasięgu. Z reguły są to gatunki odżywiające się mało zróżnicowanym pokarmem roślinnym. W przypadku nieurodzaju na danym terenie żerowania (zwykle zimowisku) większa niż zazwyczaj liczba osobników podejmuje dalszą wędrówkę w poszukiwaniu nowych żerowisk. Taką zwiększoną liczbę osobników na trasie wędrówki określa się nalotem inwazyjnym. Przykładami tego typu gatunków inwazyjnych są dla Polski takie ptaki jak:
- czyż zwyczajny (Carduelis spinus)
- czeczotka zwyczajna (Carduelis flammea)
- dzięcioł duży (Dendrocopos major)
- jemiołuszka (Bombycilla garrulus)
- sójka zwyczajna (Garrulus glandarius)